# Suore della Sacra Famiglia di Amiens
Le Suore della Sacra Famiglia (in francese Sœurs de la Sainte-Famille) sono un istituto religioso femminile di diritto pontificio.

## Storia
Le origini della congregazione risalgono al 1817, quando Marie-Joseph Jacouet fondò ad Amiens un convento: in origine la casa era filiale dell'omonima congregazione di Besançon, fondata dalla stessa Jacouet, ma per contrasti tra i vescovi di Amiens e Besançon il 23 agosto 1836 la comunità di Amiens fu resa autonoma.
L'istituto ricevette il pontificio decreto di lode il 28 agosto 1875; l'approvazione definitiva della congregazione giunse il 7 aprile 1906 e quella delle sue costituzioni il 21 marza 1939.

## Attività e diffusione
Le suore si dedicano all'insegnamento, alla catechesi, alla cura dei malati e ad altre opere di carità.
Oltre che in Francia, sono presenti in Centrafrica, Congo-Brazzaville e Congo-Kinshasa; la sede generalizia è ad Amiens.
Alla fine del 2015 l'istituto contava 83 religiose in 23 case.